# عمق البؤرة

عمق البؤرة

عمق البؤرة يُشير في علم الزلازل إلى عمق النقطة أو منطقة الزلزال الذي يبدأ عندها الكسر ويُراوح عمق البؤرة من كيلومترات قليلة إلى أعماق تصل إلى 700 كم تحت سطح الأرض، وتحدث أعمق الزلازل في نطاقات الغوص، حيث يغرق لسان الغلاف الصخري المحيطي في أعماق سحيقة. وهي المسافة من مركز الزلزال الباطني أي البؤرة إلى مركز الزلزال السطحي.